# Miguel Bosé (álbum)
Miguel Bosé é o segundo álbum do cantor espanhol Miguel Bosé, lançado em 1978.
Com esse disco, Bosé passa a ter mais destaque na Europa; fato curioso já que ele era espanhol radicado. Outro fato que chamou a atenção foi a propagação de músicas mais dançantes como "Anna", em vez das tradicionais baladas românticas que caracterizou Bosé no disco anterior.
"Anna" e "Lucky Guy" foram as mais conhecidas deste disco com letras em inglês. As músicas em espanhol "Amor Mio, Como Estás?" e "Jinete del Apocalipsis" também foram destacadas pelo cantor, mas tiveram menor reconhecimento.

## Faixas
Lado A
1. "Amor Mio, Como Estás?" - 4:36
2. "El Juego del Amor" - 3:27
3. "Niño de Palo" - 3:25
4. "Lucky Guy" - 5:01
5. "Decir Adiós" - 2:50

Lado B
1. "Anna" - 4:41
2. "Ternura" - 4:09
3. "Jinete del Apocalipsis" - 4:17
4. "...Y Ya No Queda Nada" - 4:13